# シュヴァルツブルク＝ルードルシュタット自由州

シュヴァルツブルク＝ルードルシュタット自由州
Freistaat Schwarzburg-Rudolstadt

シュヴァルツブルク＝ルードルシュタット自由州

シュヴァルツブルク＝ルードルシュタット自由州 (ドイツ語: Freistaat Schwarzburg-Rudolstadt) は、1918年11月のドイツ革命でシュヴァルツブルク＝ルードルシュタット侯国の君主制が廃止されて成立したドイツ国の自由州である。1920年5月1日に他のテューリンゲン諸邦6州と合邦してテューリンゲン州となった。 

## 歴史
ドイツ革命により君主制廃止の嵐が吹き荒れる中、1918年11月23日にはシュヴァルツブルク＝ルードルシュタット侯ギュンター・ヴィクトルも退位した。ギュンター・ヴィクトルはその2日後には君主制廃止に係る憲法改正を行う法律に署名した。これにより、侯国は自由州に移行した。 
1912年に選出されていた州議会で過半数を占めていた社会民主党が権力移譲で主導権を握った。11月23日には州議会が国務大臣フランツ・フライヘア・フォン・デア・レッケ、枢密院議員リヒャルト・ヴェルナー、国家参議会議員フリードリヒ・ヴィスマンを留任させ、さらに社会民主党のエミール・ハルトマンを長とし、同じく社会民主党のエルンスト・オットーとアルベルト・ショール、民主党のオスカー・ヘルテルをメンバーとする州務省を選出した。12月8日には新しい選挙法を制定し、自由州議会選挙を1919年3月16日に実施することを決定した。 
自由州議会選挙では社会民主党が再び絶対多数を獲得した。5月23日には新たな州政府が発足したが、フォン・デア・レッケは退いた。同日にはテューリンゲン諸邦の中で最初にテューリンゲン州への合邦に参加することが州議会で承認された。   
1920年5月1日に他のテューリンゲン諸邦6州と合邦してテューリンゲン州となり、シュヴァルツブルク＝ルードルシュタット自由州は主権国家としては消滅した。1920年12月9日の「移行期間における旧テューリンゲン諸邦の管理に関する法律 (Gesetz über die Verwaltung der ehemaligen thüringischen Länder in der Übergangszeit)」で州政府は地区代表と地区政府に再編され、さらに1923年4月1日には移行期間が終了して地区政府も解体された。 
1918年11月22日にギュンター・ヴィクトル侯と州議会の間で廃位に伴う補償が合意された。22,600ヘクタールの所領やルードルシュタットのコインコレクション、シュヴァルツブルク城の兵器庫の武器コレクションの所有権は州に移された。一方で、ギュンター・ヴィクトル侯には150,000マルクの生涯年金とシュヴァルツブルク城、ラーツフェルト狩猟館およびハイデクスブルク城の部屋の使用権、さらにはシュヴァルツブルクの森での狩猟権とシュヴァルツァ川での漁業権が認められた。 

## 州議会選挙
- 投票日：1919年3月16日
- 定数：17

| 政党                               | 得票率  | 獲得議席 |
| ---------------------------------- | ------- | -------- |
| 農民連合                           | 13.61％ | 2        |
| ドイツ民主党                       | 14.73％ | 3        |
| ドイツ国家人民党およびドイツ人民党 | 10.75％ | 1        |
| ドイツ社会民主党                   | 54.10％ | 11       |
| ドイツ独立社会民主党               | 6.81％  | -        |

- 州政府：州務省長官エミール・ハルトマン (社会民主党)
枢密院議員リヒャルト・ヴェルナー、国家参議会議員フリードリヒ・ヴィスマン、州議会議員エルンスト・オットー (社会民主党)、アルベルト・ショール (社会民主党)、オスカー・ハルテル (民主党)